# Smreczyński Żar
Żar, dla odróżnienia od innych o tej samej nazwie często nazywany Smreczyńskim Żarem – niewybitny szczyt w zachodnim grzbiecie Ciemniaka oddzielającym Dolinę Tomanową od Wąwozu Kraków w polskich Tatrach Zachodnich. W najwyższym punkcie osiąga wysokość 1560 m n.p.m. Znajduje się w tym grzbiecie pomiędzy Gubalcem (1550 m), oddzielony od niego przełęczą Żarskie Siodło (ok. 1540 m), a Niedźwiedziem (ok. 1660 m), od którego oddzielony jest przełęczą zwaną Wolarskim Przechodem (ok. 1490 m).
Zbudowany jest jak cały grzbiet z wapieni i dolomitów. Południowe, opadające do Doliny Tomanowej stoki są całkowicie zalesione, ale występują w nim nagie wapienne skały, a w partiach szczytowych również płaty kosodrzewiny. W stokach północnych, opadających do Wąwozu Kraków (do Płaśni między Progi i Kamiennego Tomanowego) są liczne turnie i skałki. Na wapiennych skałach bogata flora tatrzańskich roślin wapieniolubnych. Dawniej Żar był mniej zalesiony i stanowił tereny pastwiskowe Hali Smreczyny. Wypasu zaprzestano tutaj dawno, bo już w 1947 r., i od tego czasu jego zbocza i szczytowe partie znacznie zarosły lasem i kosodrzewiną.
W wapiennych skałach Smreczyńskiego Żaru dobrze rozwinięte są zjawiska krasowe. Opisano ponad 20 występujących w nim jaskiń, najdłuższa z nich – Jaskinia Przeziorowa – ma korytarze o łącznej długości 420 m. Oprócz niej to, m.in.: Jaskinia Ziobrowa, Dziura nad Głazem, Krakowskie Okno, Rura przy Oknie, Krowi Tunel, Jaskinia pod Oknem, Jaskinia Mała pod Zamkiem, Jaskinia Owcza, Schron pod Owczą II, Jaskinia Ciepła, Dudzia Dziura, Jaskinia za Smrekiem, Dzwonnica, Jaskinia w Żarze, Dziura za Modrzewiami, Szczelina pod Niżnią Zbójnicką Turnią. Przez Żar nie prowadzi żaden szlak turystyczny, znajduje się on na obszarze ochrony ścisłej Tatrzańskiego Parku Narodowego.

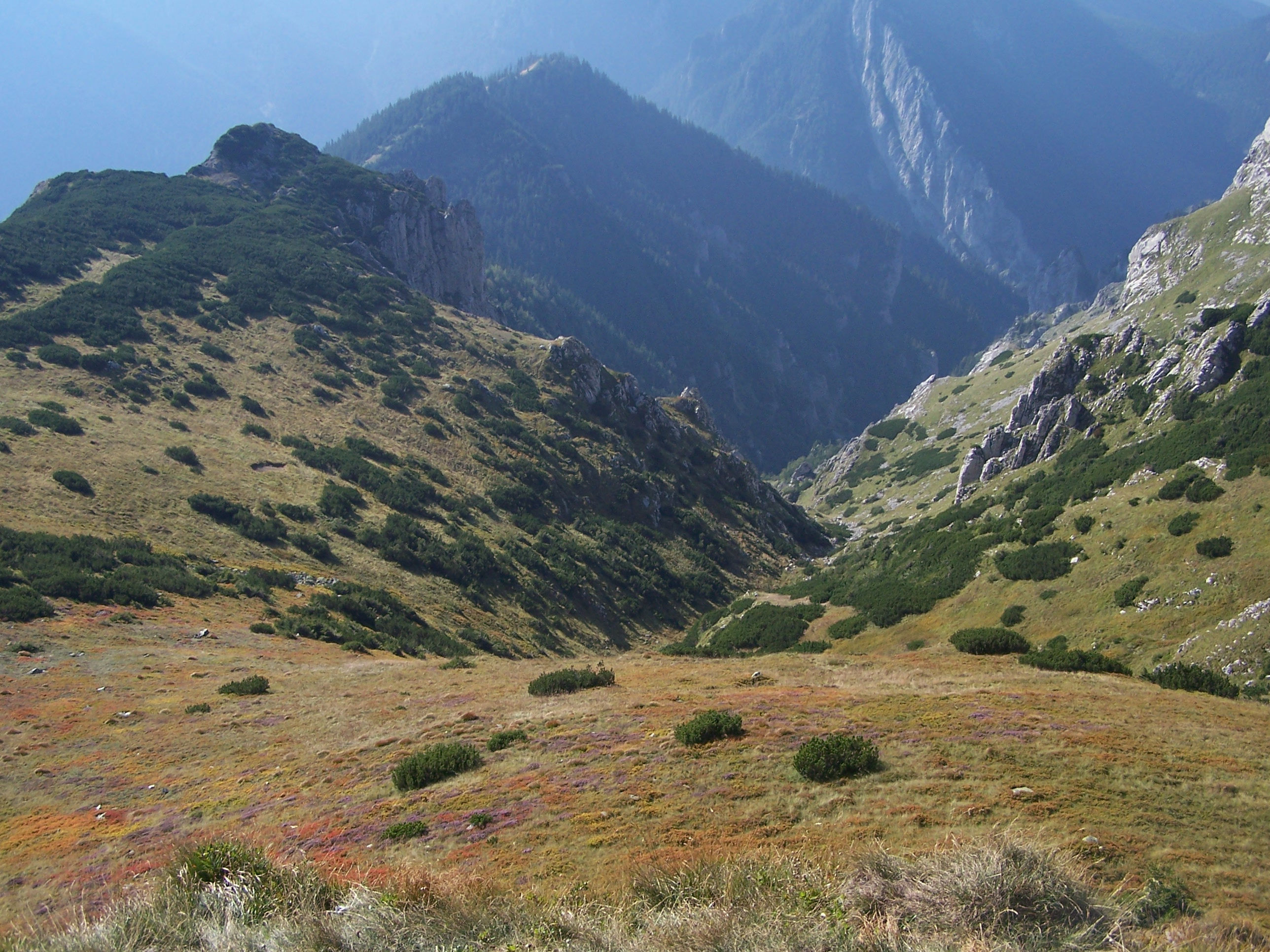
Smreczyński Żar i Gubalec w tle, na pierwszym planie Tomanowy Grzbiet